# 장그래살리기운동본부
장그래살리기운동본부는 비정규직 문제해결을 위하여 시민사회단체가 구성한 대한민국의 시민운동단체이다.

## 개요
한상균 민주노총 신임 위원장이 2014년 12월 30일 정부의 비정규직 종합대책 추진에 맞서기 위한 《장그래 살리기 운동본부》 설립을 제안하면서 "장그래(비정규직 근로자의 애환을 그린 드라마 '미생'의 주인공)를 살릴 수 있다면 박근혜 대통령과는 물론 여야 정당 대표, 관계 부처와의 대화에 응하겠다"고 밝혔다. 전국민주노동조합총연맹의 첫 조합원 직선 위원장이 된 한상균 당선자는 '장그래 살리기 국민운동'을 시작하겠다고 밝히면서 "장그래가 언제 파견 기간 연장 해달라고 했냐, 정규직 시켜달라고 한 거 아니냐"며 "국민 모두가 알고 있는 것을 이 정권만 모르고 있다"고 비판했다. 이어 "내년 1월중에 민주노총과 연대하는 시민단체와 시민들과 함께 장그래 살리기 운동에 나서겠다"고 했고 노동시민사회단체 등은 2015년 2월 4일 오후 2시, 서울 정동 프란치스코 교육회관에서 열린 '2015년 비정규직 운동 함께 토론하는 워크숍'에서 "지난해 말 박근혜 정부가 마련한 '비정규직 종합대책'은 비정규직 사용 기간을 늘리고, 파견 허용 업종을 확대하는 등 오히려 비정규직을 양산하는 정책"이라고 비판하면서 "3월 '장그래 살리기 운동본부'를 출범시키고 현 정부의 비정규직 정책을 폐기하는데 앞장서겠다"며 '장그래살리기 운동본부(가칭)'가 제안되었으며 이후 총 4차례의 준비모임을 거쳐 비정규직 문제에 전면적으로 대응하기 위한 운동본부를 출범하기로 의견을 모았다.
3월 18일 비정규직 노동자의 실질적인 권리를 보장하기 위해 민주노총, 민변, 참여연대 등 국내 300여개 단체가 모여‘비정규직종합대책 폐기, 최저임금 1만원 인상’을 촉구하는 '장그래 살리기 운동본부' 출범 기자회견을 하고 학교비정규직, 통신 비정규직, 알바노동자 등의 기자회견 참가자들이 '2015장그래의 소망'을 밝히며 대한문을 지나 중앙우체국까지 인도 2.3km의 거리행진을 하면서 '장그래 살리기 운동본부' 출범을 공식화하였다. 이 단체는 이후 비정규직 대책의 문제점을 담은 의견서를 정부에 제출하는 한편 전국을 돌며 비정규직 처우 개선을 주제로 강연회와 토론회 등을 열고 캠페인을 진행한다.

## 같이 보기
- 민주노총
- 패션노조
- 알바노조
- 민변
- 참여연대
- 《미생》: 미생을 소재로 하여 '아직 살아남지 못한 자'를 뜻하는 만화가 윤태호의 만화이다.
  - 《미생》: 만화를 원작으로 하는 tvN 금토드라마이다.